# صومعه نغوتسی وانک

صومعه نغوتسی (ارمنی: Նեղուցի վանք; انگلیسی: Neghuts Monastery) یک صومعه حواری ارمنی واقع در  به صورت تقریبی در فاصله ۲ کیلومتری شمال‌غرب روستای آرزاکان در استان کوتایک، ارمنستان می‌باشد. ساخت و ساز این ساختمان سده‌ ۱۰ام یا ۱۱ام میلادی؛ به پایان رسید. همچنین در نزدیکی این صومعه خرابه‌های صومعه آستواتساتسین (مادر مقدس خدا) متعلق به سده سیزدهم میلادی نیز وجود دارد. این بنا به سبک معماری ارمنی طراحی شده‌است.

## نگارخانه

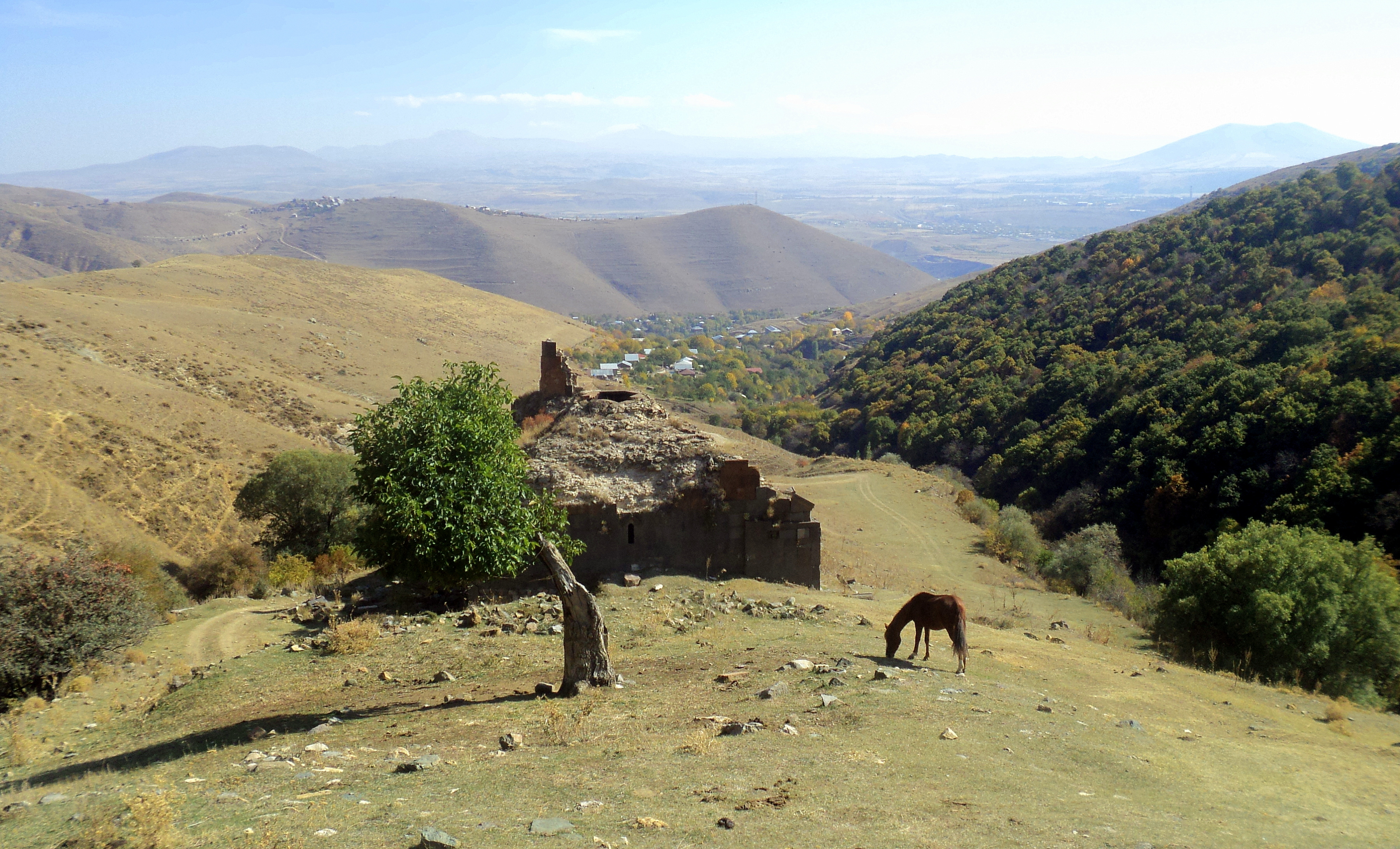
نمایی از صومعه نغوتسی و روستای آرزاکان در پس زمینه
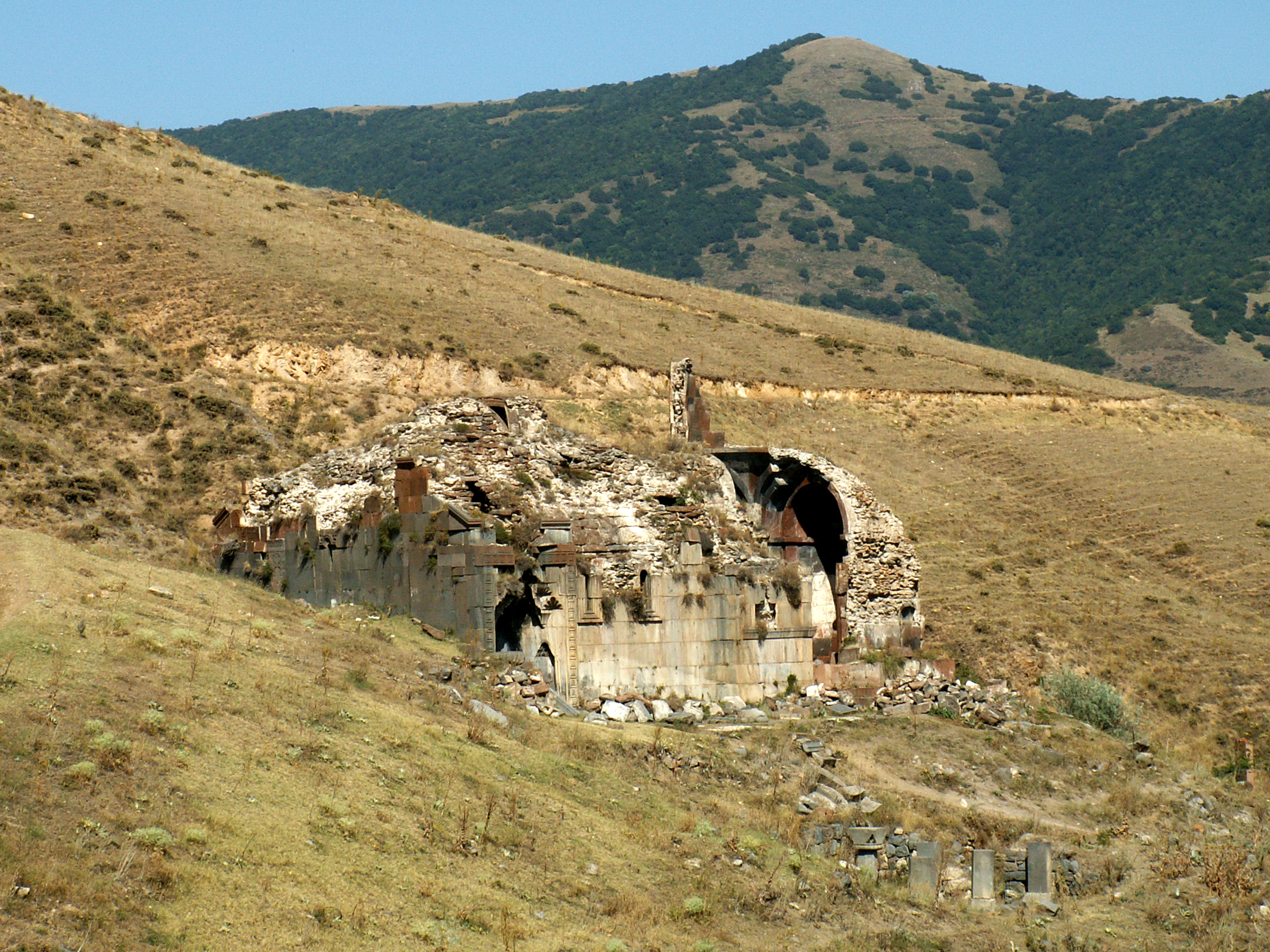
نمایی از صومعه
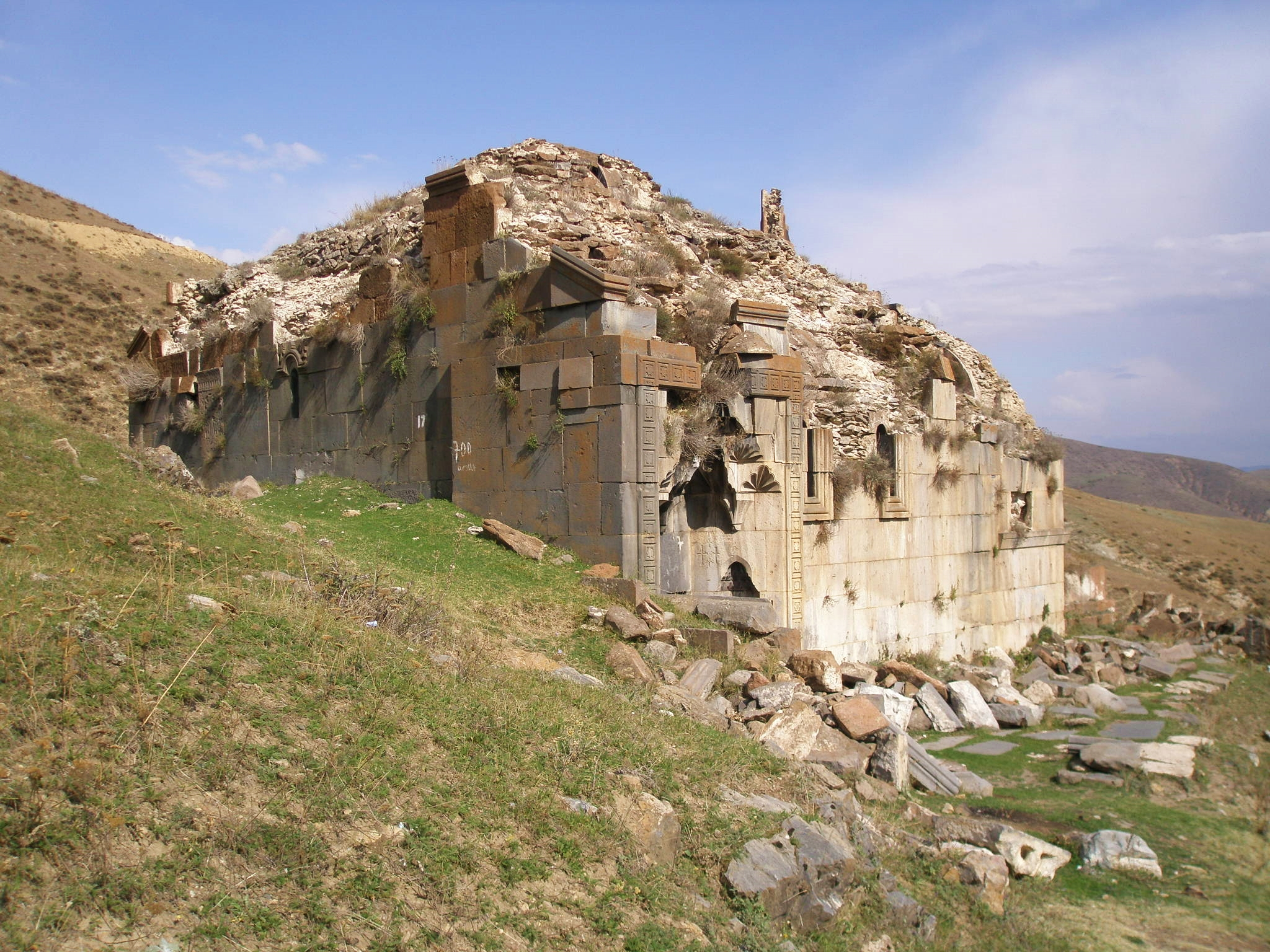
نمای جنوب غربی از صومعه
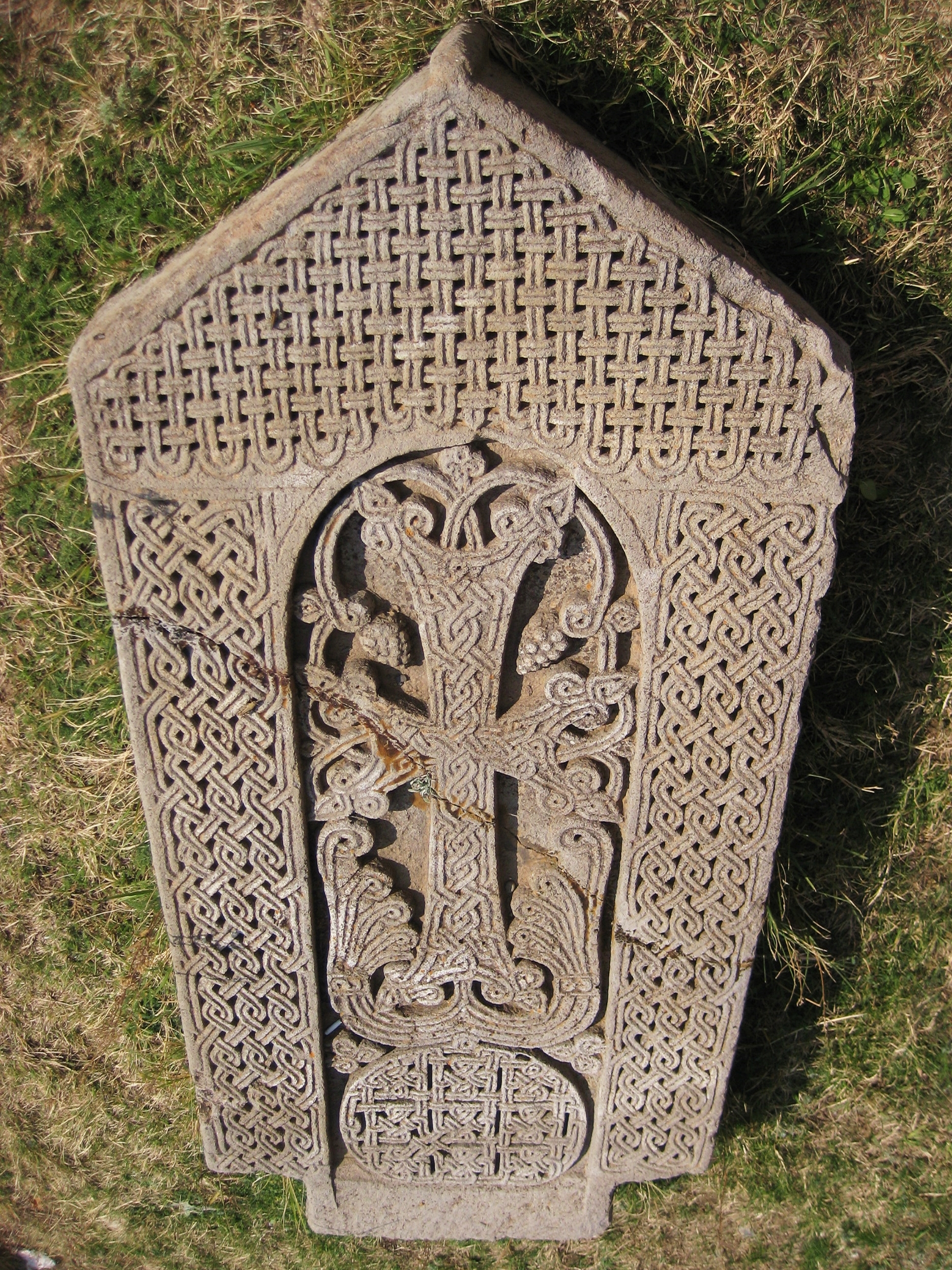
چلیپاسنگ نزدیکی کلیسا
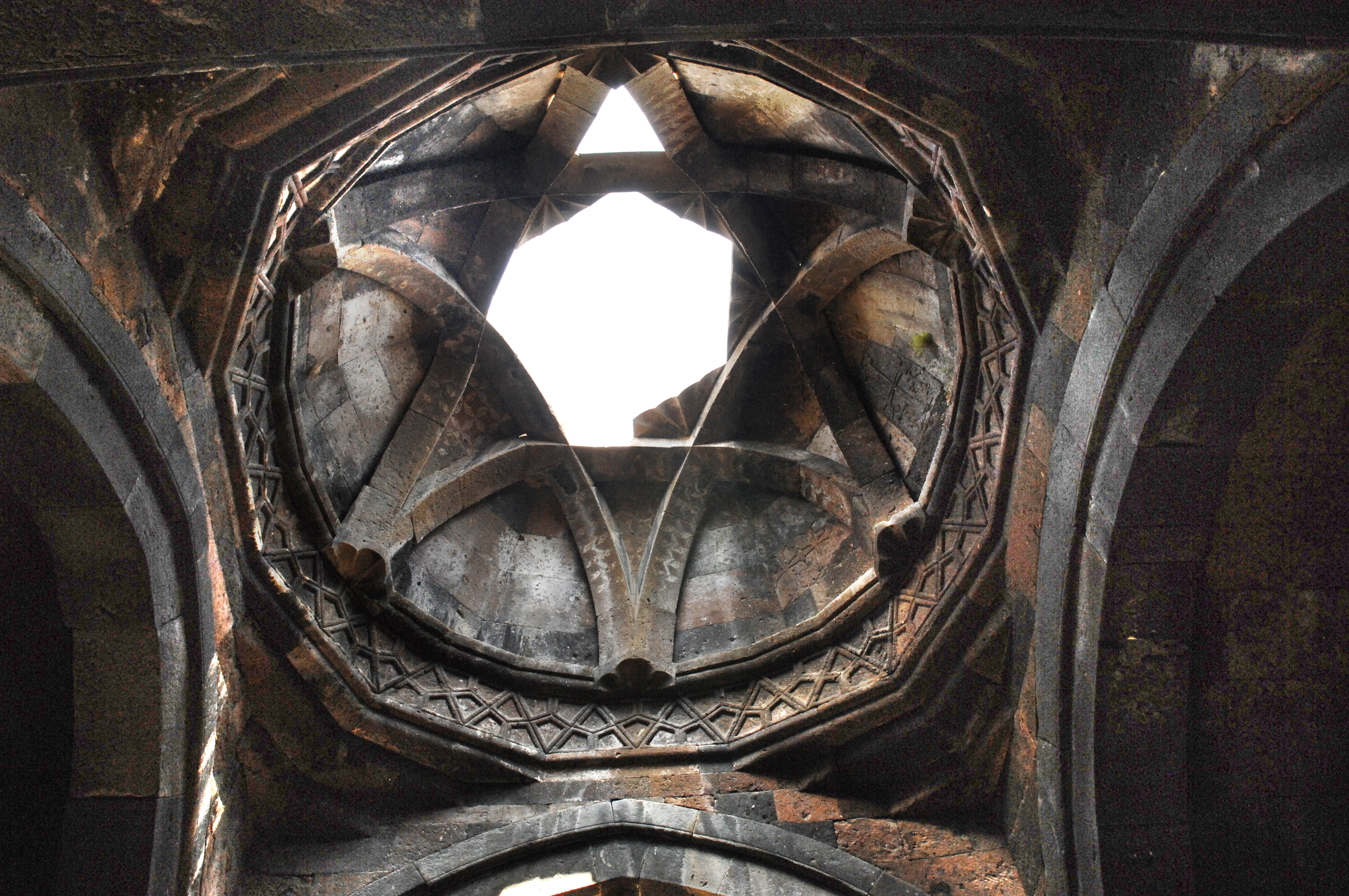
Gavit dome
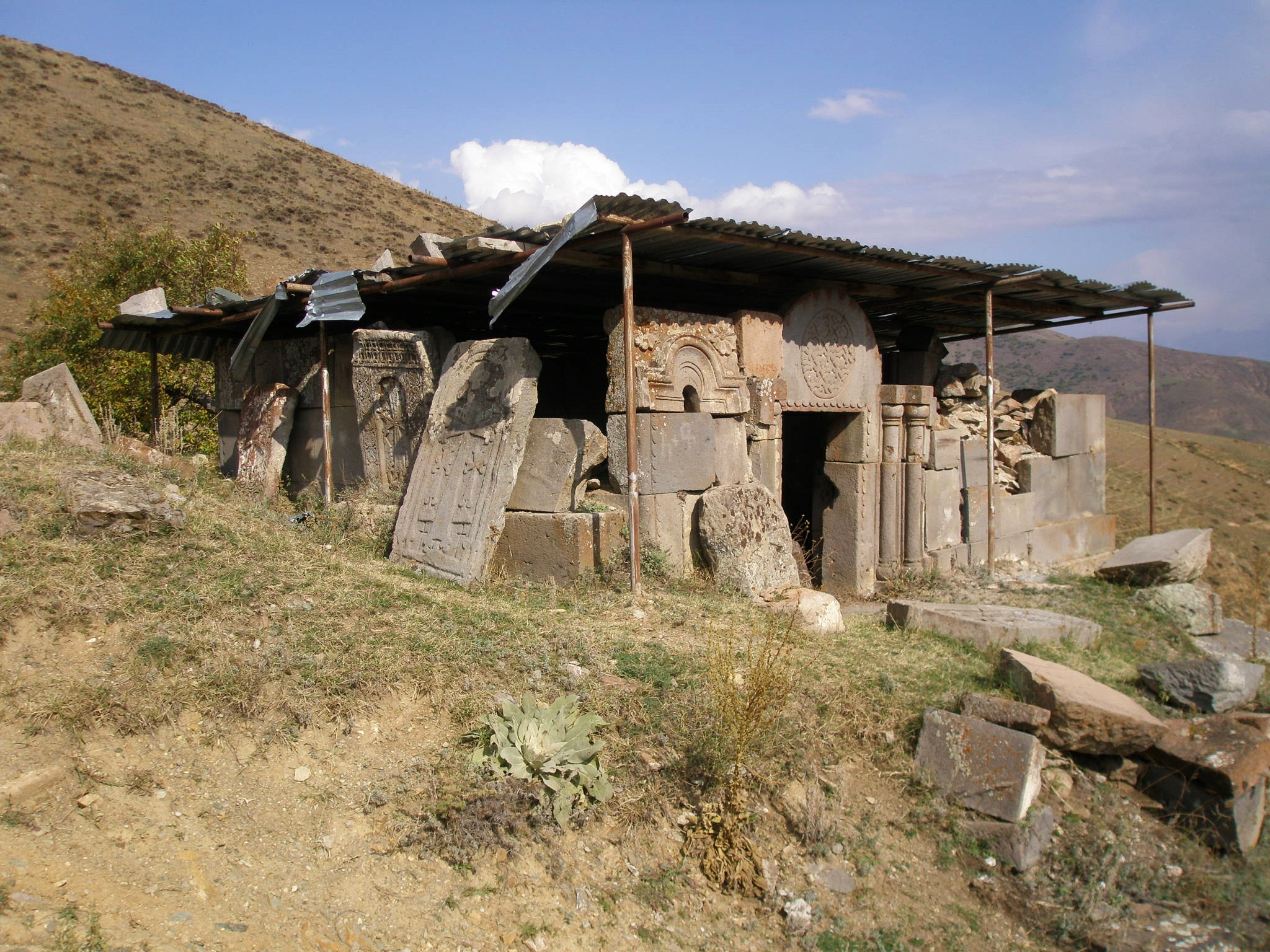
نمای جنوب غربی از چاپل
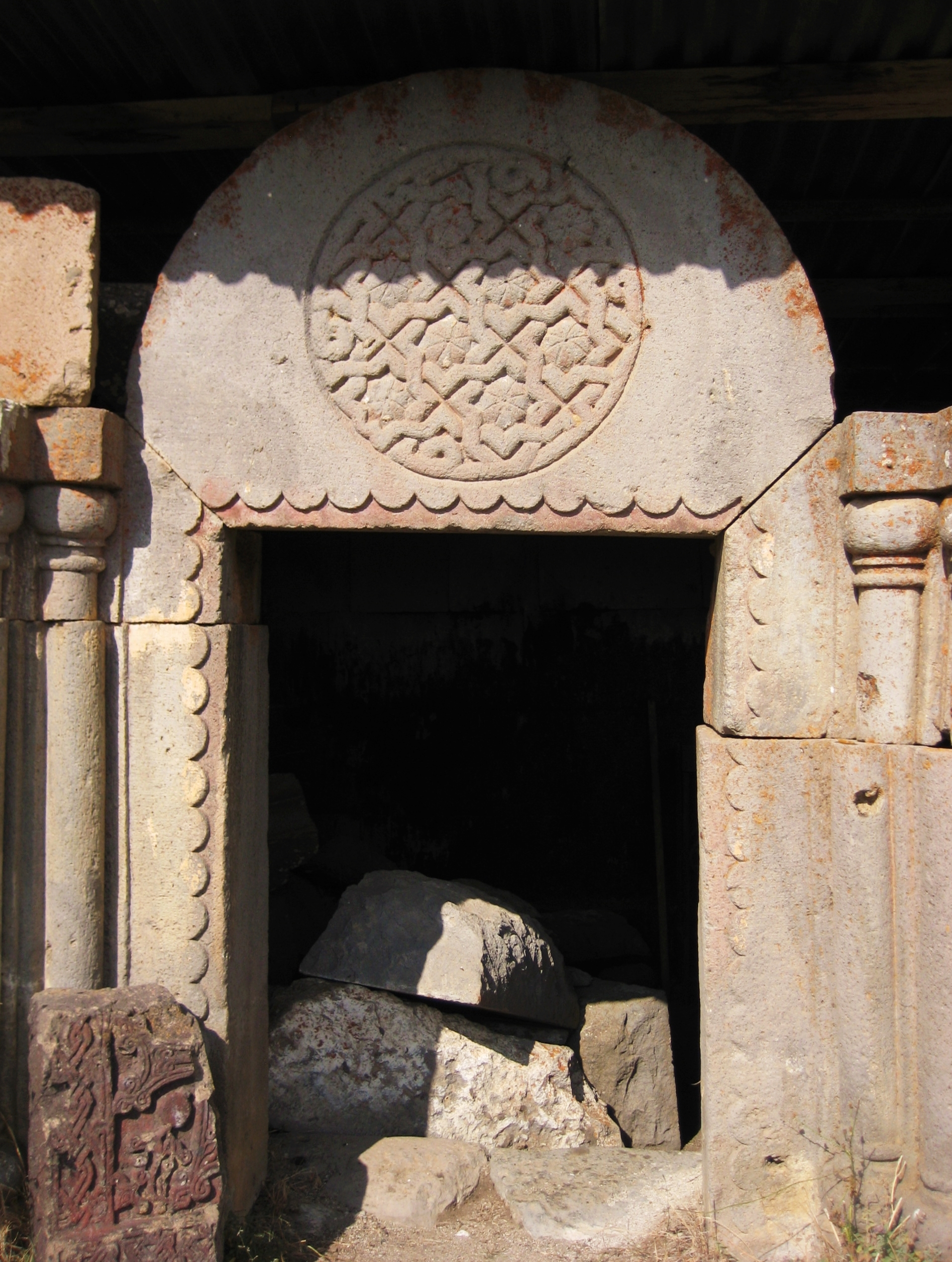
درب چاپل